# Nepenthes rafflesiana
Nepenthes rafflesiana Jack, 1835 è una pianta carnivora della famiglia Nepenthaceae, diffusa in Borneo, Sumatra, Malaysia Peninsulare e Singapore, dove cresce a 0–1500 m.

## Conservazione
La Lista rossa IUCN classifica Nepenthes rafflesiana come specie a rischio minimo (Least Concern).